# Carlotta di Prussia (duchessa 1831)
Principessa Federica Luisa Guglielmina Marianna Carlotta di Prussia (tedesco: Friederike Luise Wilhelmine Marianne Charlotte von Preußen); Berlino, 21 giugno 1831 – Meiningen, 30 marzo 1855) nata principessa di Prussia, divenne duchessa ereditaria di Sassonia-Meiningen per matrimonio.

## Famiglia d'origine

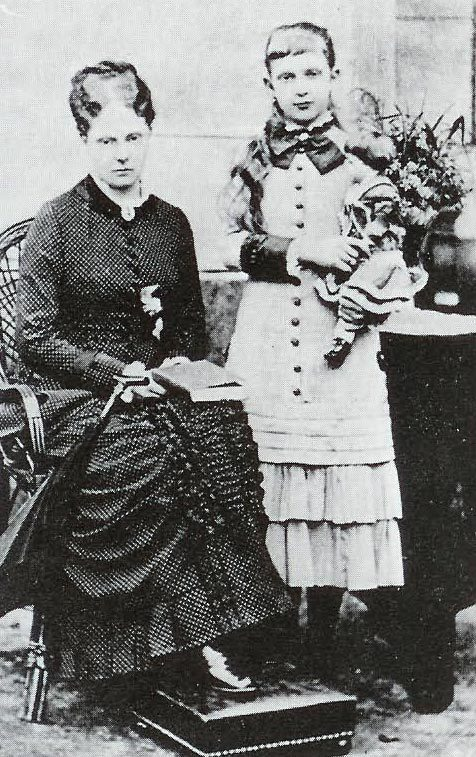
Carlotta e la sorella minore Alessandrina

Suo padre era il principe Alberto di Prussia (1809-1872), figlio del re Federico Guglielmo III di Prussia (1770-1840) e della duchessa Luisa di Meclemburgo-Strelitz (1776-1810); sua madre era la principessa Marianna di Orange-Nassau (1810-1883), figlia del re Guglielmo I dei Paesi Bassi (1772-1843) e della principessa Guglielmina di Prussia (1774-1837).
Carlotta aveva un talento per la musica, ebbe come insegnanti artisti come Wilhelm Taubert, Theodor Kullak, e Julius Stern nella sua giovinezza. Ha scritto una serie di marce militari, canzoni e pezzi per pianoforte. La figlia Principessa Maria Elisabetta avrebbe ereditato questi interessi.

## Matrimonio
Carlotta sposò, a Charlottenburg il 18 maggio 1850, il Duca Giorgio di Sassonia-Meiningen (1826-1914), figlio del duca Bernardo II di Sassonia-Meiningen (1800-1882) e della principessa Maria Federica d'Assia-Kassel (1804-1888).

Si trattò di un matrimonio d'amore e il fidanzamento fu breve.
La principessa Marianna regalò alla figlia, come dono di nozze, una villa sul Lago di Como, che venne denominata Villa Carlotta in suo onore.
Carlotta e Giorgio ebbero quattro figli:
- Bernardo III di Sassonia-Meiningen (1 aprile 1851-16 gennaio 1928), sposò la principessa Carlotta di Prussia;
- Giorgio Alberto (12 aprile 1852-27 gennaio 1855);
- Maria Elisabetta (23 settembre 1853-22 febbraio 1923);
- figlio maschio (29 marzo-30 marzo 1855).

I giovani sposi trascorsero i loro cinque anni di matrimonio nelle loro residenze di Berlino, di Potsdam e di Meiningen.
Carlotta era dotata per la musica: ebbe come professore Julius Stern e fu allieva di canto del famoso soprano Henriette Sontag. Compose la marcia del reggimento dei corazzieri Geschwindmarsch N°55 e la marcia turca Defilemarsch für türkische Musik N°162.
Il 27 gennaio del 1855 suo figlio secondogenito Giorgio morì e Carlotta morì anch'essa due mesi dopo dando alla luce il suo quarto figlio che morì il giorno successivo.
In seguito il marito si risposò con Feodora di Hohenlohe-Langenburg e, rimasto ancora vedovo, con Ellen Franz. Egli succedette al padre come Duca di Sassonia-Meiningen nel 1866.
Carlotta è sepolta nel cimitero del parco di Meiningen.

## Ascendenza
|                                   |                              |                                           | Genitori                                               |  |  | Nonni |  |  | Bisnonni                         |  |  | Trisnonni                    |  |
|                                   |                              |                                           |                                                        |  |  |       |  |  | Federico Guglielmo II di Prussia |  |  | Augusto Guglielmo di Prussia |  |
|                                   |                              |                                           |                                                        |  |  |       |  |  | Federico Guglielmo II di Prussia |  |  | Augusto Guglielmo di Prussia |  |
|                                   |                              | Luisa Amalia di Brunswick-Wolfenbüttel    |                                                        |  |  |       |  |  | Federico Guglielmo II di Prussia |  |  |                              |  |
| Federico Guglielmo III di Prussia |                              |                                           |                                                        |  |  |       |  |  | Federico Guglielmo II di Prussia |  |  |                              |  |
|                                   |                              | Federica Luisa d'Assia-Darmstadt          | Luigi IX d'Assia-Darmstadt                             |  |  |       |  |  |                                  |  |  |                              |  |
|                                   |                              | Federica Luisa d'Assia-Darmstadt          | Luigi IX d'Assia-Darmstadt                             |  |  |       |  |  |                                  |  |  |                              |  |
|                                   |                              | Federica Luisa d'Assia-Darmstadt          | Carolina del Palatinato-Zweibrücken-Birkenfeld         |  |  |       |  |  |                                  |  |  |                              |  |
| Alberto di Prussia                |                              | Federica Luisa d'Assia-Darmstadt          |                                                        |  |  |       |  |  |                                  |  |  |                              |  |
|                                   |                              | Carlo II di Meclemburgo-Strelitz          | Carlo Ludovico Federico di Meclemburgo-Strelitz        |  |  |       |  |  |                                  |  |  |                              |  |
|                                   |                              | Carlo II di Meclemburgo-Strelitz          | Carlo Ludovico Federico di Meclemburgo-Strelitz        |  |  |       |  |  |                                  |  |  |                              |  |
|                                   |                              | Carlo II di Meclemburgo-Strelitz          | Elisabetta Albertina di Sassonia-Hildburghausen        |  |  |       |  |  |                                  |  |  |                              |  |
| Luisa di Meclemburgo-Strelitz     |                              | Carlo II di Meclemburgo-Strelitz          |                                                        |  |  |       |  |  |                                  |  |  |                              |  |
|                                   |                              | Federica Carolina Luisa d'Assia-Darmstadt | Giorgio Guglielmo d'Assia-Darmstadt                    |  |  |       |  |  |                                  |  |  |                              |  |
|                                   |                              | Federica Carolina Luisa d'Assia-Darmstadt | Giorgio Guglielmo d'Assia-Darmstadt                    |  |  |       |  |  |                                  |  |  |                              |  |
|                                   |                              | Federica Carolina Luisa d'Assia-Darmstadt | Maria Luisa Albertina di Leiningen-Dagsburg-Falkenburg |  |  |       |  |  |                                  |  |  |                              |  |
| Carlotta di Prussia               |                              | Federica Carolina Luisa d'Assia-Darmstadt |                                                        |  |  |       |  |  |                                  |  |  |                              |  |
|                                   | Guglielmo V di Orange-Nassau | Guglielmo IV di Orange-Nassau             |                                                        |  |  |       |  |  |                                  |  |  |                              |  |
|                                   | Guglielmo V di Orange-Nassau | Guglielmo IV di Orange-Nassau             |                                                        |  |  |       |  |  |                                  |  |  |                              |  |
|                                   | Guglielmo V di Orange-Nassau | Anna di Hannover                          |                                                        |  |  |       |  |  |                                  |  |  |                              |  |
| Guglielmo I dei Paesi Bassi       | Guglielmo V di Orange-Nassau |                                           |                                                        |  |  |       |  |  |                                  |  |  |                              |  |
|                                   |                              | Guglielmina di Prussia                    | Augusto Guglielmo di Prussia                           |  |  |       |  |  |                                  |  |  |                              |  |
|                                   |                              | Guglielmina di Prussia                    | Augusto Guglielmo di Prussia                           |  |  |       |  |  |                                  |  |  |                              |  |
|                                   |                              | Guglielmina di Prussia                    | Luisa Amalia di Brunswick-Wolfenbüttel                 |  |  |       |  |  |                                  |  |  |                              |  |
| Marianna di Orange-Nassau         |                              | Guglielmina di Prussia                    |                                                        |  |  |       |  |  |                                  |  |  |                              |  |
|                                   |                              | Federico Guglielmo II di Prussia          | Augusto Guglielmo di Prussia                           |  |  |       |  |  |                                  |  |  |                              |  |
|                                   |                              | Federico Guglielmo II di Prussia          | Augusto Guglielmo di Prussia                           |  |  |       |  |  |                                  |  |  |                              |  |
|                                   |                              | Federico Guglielmo II di Prussia          | Luisa Amalia di Brunswick-Wolfenbüttel                 |  |  |       |  |  |                                  |  |  |                              |  |
| Guglielmina di Prussia            |                              | Federico Guglielmo II di Prussia          |                                                        |  |  |       |  |  |                                  |  |  |                              |  |
|                                   |                              | Federica Luisa d'Assia-Darmstadt.         | Luigi IX d'Assia-Darmstadt                             |  |  |       |  |  |                                  |  |  |                              |  |
|                                   |                              | Federica Luisa d'Assia-Darmstadt.         | Luigi IX d'Assia-Darmstadt                             |  |  |       |  |  |                                  |  |  |                              |  |
|                                   |                              | Federica Luisa d'Assia-Darmstadt.         | Carolina del Palatinato-Zweibrücken-Birkenfeld         |  |  |       |  |  |                                  |  |  |                              |  |
|                                   |                              | Federica Luisa d'Assia-Darmstadt.         |                                                        |  |  |       |  |  |                                  |  |  |                              |  |